# Plaza San Martín (Tucumán)
La Plaza General José de San Martín es una plaza ubicada en la ciudad de San Miguel de Tucumán, Provincia de Tucumán, Argentina. Se encuentra entre las calles Bolívar, Lavalle, Chacabuco y Ayacucho del Barrio Sur de la capital.

## Historia
Originalmente este solar se conocía como La Laguna, en el cual las personas se bañaban, pescaban y en sus alrededores las carretas se detenían formando un mercado ambulante. Este lugar estaba cercano al sitio del Campo de las Carreras donde se llevó a cabo la Batalla de Tucumán y que en la actualidad se encuentra la Plaza General Belgrano.
En 1859, estas tierras pertenecientes al industrial Wenceslao Posse fueron declaradas como plaza por el gobernador de la provincia Marcos Paz, adquiriendo el espacio público como denominación Plaza San Martín. Pero recién en 1909 se adquieren las parcelas para construir una plaza para los festejos del centenario de la Revolución de Mayo. Finalmente el 24 de septiembre de 1910 la plaza San Martín fue inaugurada por el intendente de la capital Eduardo Paz. En este acto también se develó una estatua ecuestre en honor al general homónimo, la cual fue obra del escultor francés Louis Joseph Daumas.
En el año 2014 fue realizada una remodelación integral de la plaza, donde se instaló nueva iluminación, caminería y mobiliario urbano y las fuentes de agua. Además, se eliminaron 22 mástiles con banderas (instalados en 1977), que representaban a los países de América ubicados en la parte trasera del monumento a San Martín y se construyó un nuevo sistema de riego para el espacio público. Tras las obras, la plaza fue reinaugurada en el año 2015.